# Värne
Värne är en småort i Eksjö kommun i Jönköpings län belägen i Mellby socken cirka 18 km söder om Eksjö och  15 km norr om Vetlanda. Genom Värne rinner Solgenån som rinner från sjön Solgen och ut i Emån.